# سیارک ۱۸۹۳۰
سیارک ۱۸۹۳۰ (به انگلیسی: 18930 Athreya، نامگذاری:2000QW27) هجده هزار و نهصد و سی‌امین سیارک کشف شده‌است که در ۲۴ اوت ۲۰۰۰ کشف شد.
قدر مطلق سیارک برابر ۱۶.۲ است.